# Rebaix
Rebaix (en picard R'bè) est une section de la ville belge d'Ath située en Wallonie picarde dans la province de Hainaut.
C'était une commune à part entière avant la fusion des communes de 1977.

## Toponymie
Le nom de la localité est attesté en 1119 sous la forme Rosbais, de Resbaco en 1134.
Forme romane du type toponymique germanique *Rausbaki(z) « ruisseau des roseaux ». *Baki- a donné beke en bas francique et Bach en allemand. Le vieux bas francique *raus(a) a donné raus, ros en ancien français, dont le diminutif rosel a donné roseau en français moderne. Dans ce cas, ce « ruisseau aux roseaux » pourrait désigner la Dendre.
Homonymie avec les nombreux Rebais, Manoir de Rebais, Rebets (Rosbacium 854), Rebetz, Roubaix, tous situés au nord de la France.
Robecq, Rebecques et Rebecq représentent les formes néerlandaises avec une graphie francisée de ce nom.

## Évolution démographique
- Sources : INS, Rem. : 1831 jusqu'en 1970 = recensements, 1976 = nombre d'habitants au 31 décembre.

#### L'église Saint-Amand et son clocher

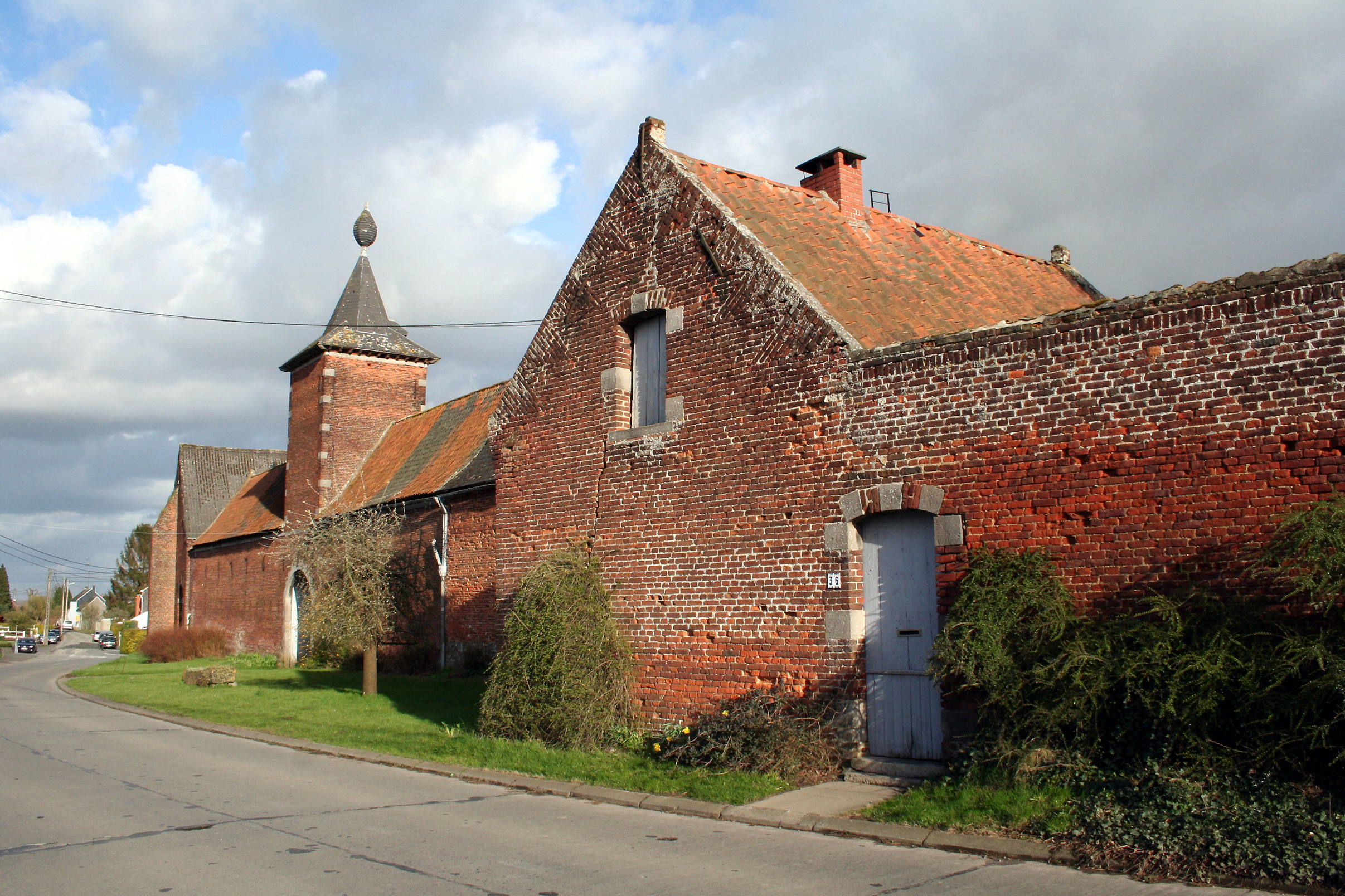
La ferme 'Chevalier', à Rebaix.

## Patrimoine et culture

### Patrimoine architectural

#### Presbytère de Saint-Ghislain
Le presbytère date de 1777. C'est un bâtiment de style tournaisien. La façade du presbytère s’élève entre un jardin clôturé et une cour ouverte par un porche, flanqué de deux pavillons d'angles,l'habitation possède une toiture à pans coupés munies de fenêtres à la Mansard. Au-dessus de la porte d'entrée se trouvait une pierre rectangulaire couverte d'un écu. C'était le blason de l'abbé de Cazier. Amand de Cazier, né à Tourcoing en 1756, fut abbé de l'abbaye de Saint-Ghislain ce blason fut mutilé sans doute à l'époque de la Révolution française. Adresse : 26, rue Jean Watrin: Abbé Marc Lamotte tel: 068 44 54 65.

#### La ferme Chevalier
Non loin du presbytère se trouve l'imposante ferme Chevalier. Elle date de 1742. Les mêmes armoiries de l'abbé Armand de Cazier peuvent s'y voir.

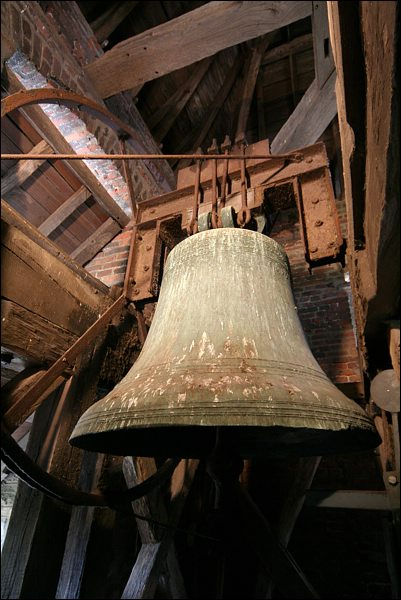
cloche Jacqueline 1779 Cheversson.
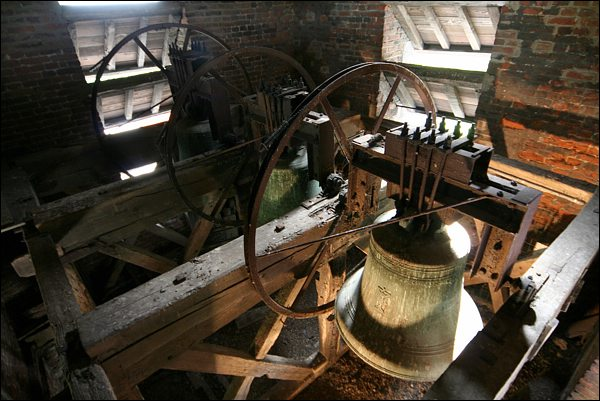
cloches Mariette Marcelle et Marthe Georgette.
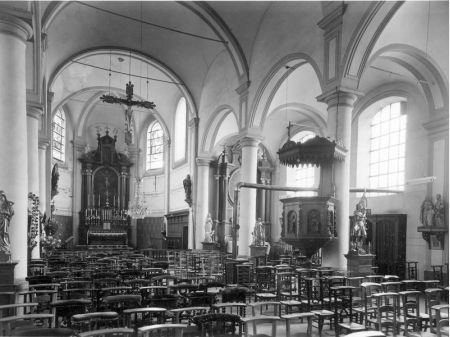
intérieur de l'église Saint-Amand (1960).
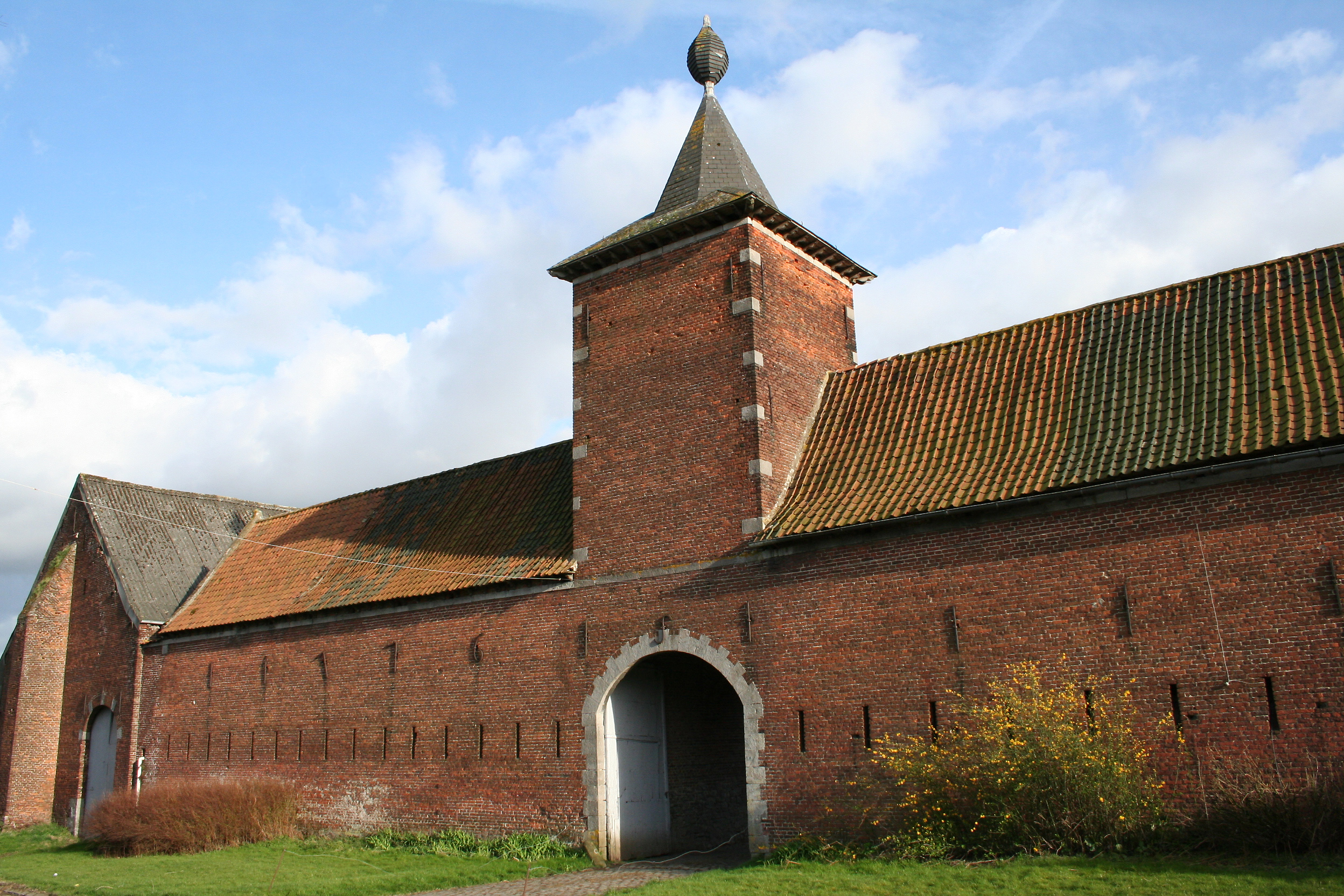
Rebaix, la ferme Chevalier (1742).
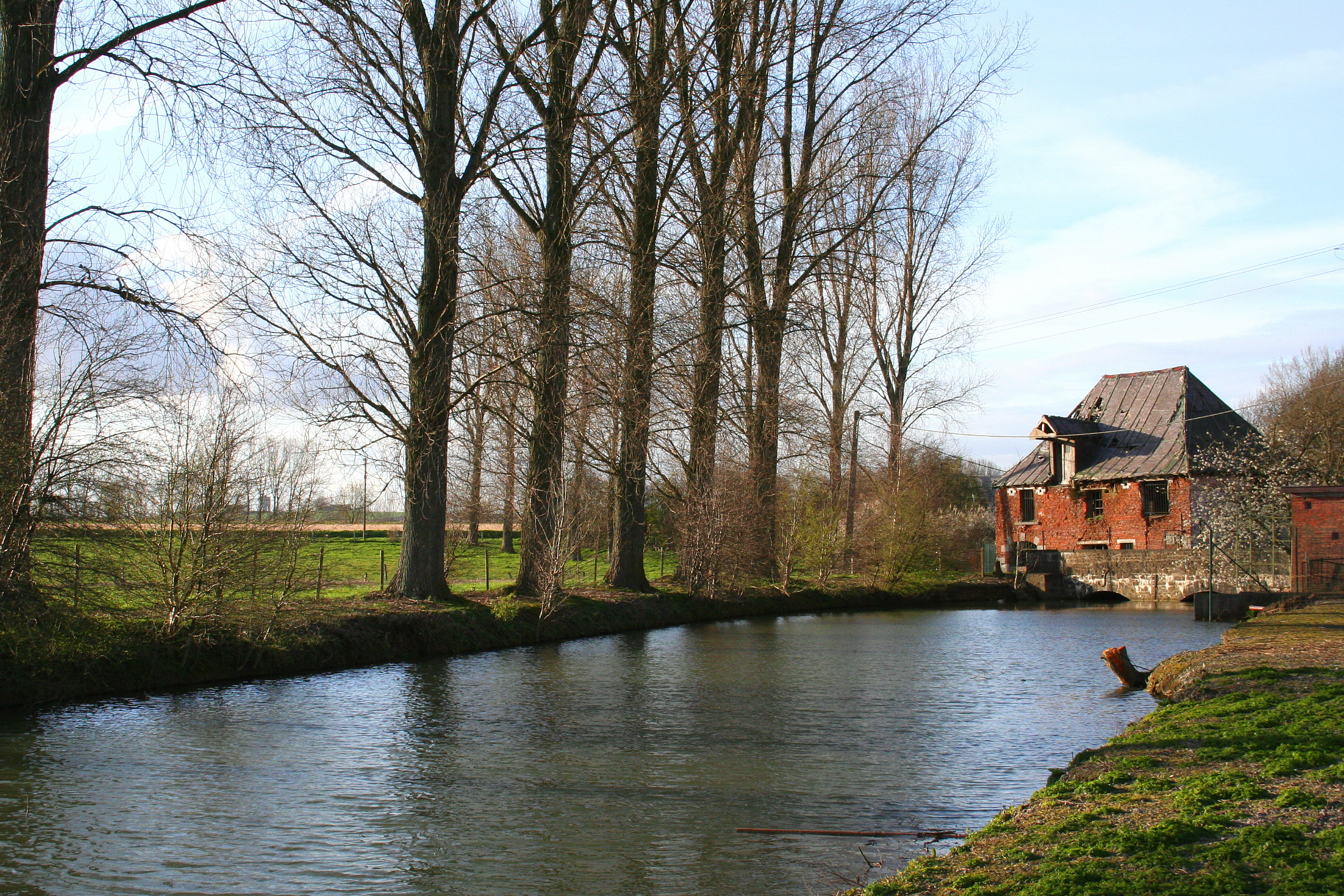
Rebaix, le vieux moulin "de Tenre" (1720).
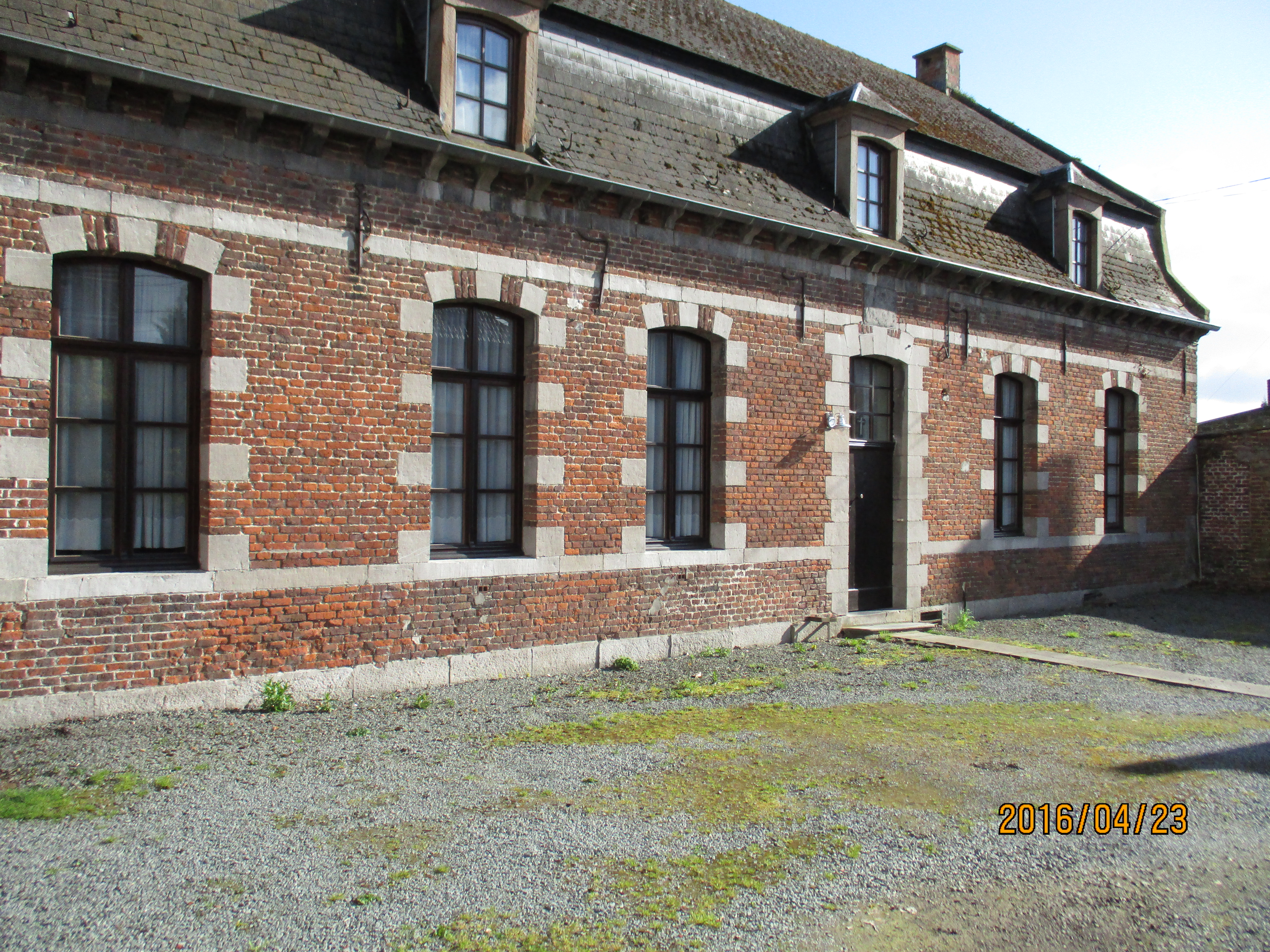
Le presbytère de Rebaix (1777).